# Jana Šindelová
Jana Šindelová (nascida em 1970) é uma gravurista checa.
Nascida em Šternberk, Šindelová estudou com Jiří Lindovský na Academia de Belas Artes de Praga de 1994 a 2000. Um dos seus instrutores foi Milan Knížák. Ela juntou-se à organização de artistas Hollar em 2014. Durante a sua carreira, expôs o seu trabalho na República Checa e no exterior, e ganhou vários prémios. A sua impressão de 1996 Bez názvu, uma gravura de mídia mista, é propriedade da Galeria Nacional de Arte.